# Suinana
Suinana é um distrito do município brasileiro de Altair, no interior do estado de São Paulo.

## História

### Origem
O povoado que deu origem ao distrito se desenvolveu ao redor da estação ferroviária Suinana, inaugurada pela Estrada de Ferro São Paulo — Goyaz em 15/10/1934.

### Formação administrativa
- Pela Lei Municipal nº 499 de 23/08/1990 é criado o distrito de Suinana no município de Altair[3].

## Geografia

### Demografia

#### População urbana
| Crescimento população urbana | Crescimento população urbana | Crescimento população urbana | Crescimento população urbana |
| Censo                        | Pop.                         |                              | %±                           |
| ---------------------------- | ---------------------------- | ---------------------------- | ---------------------------- |
| 1980                         | 243                          |                              | —                            |
| 1991                         | 306                          |                              | 25,9%                        |
| 2000                         | 414                          |                              | 35,3%                        |
| 2010                         | 435                          |                              | 5,1%                         |
| Fonte: IBGE e Fundação SEADE |                              |                              |                              |

#### População total
Pelo Censo 2010 (IBGE) a população total do distrito era de 813 habitantes.

### Área territorial
A área territorial do distrito é de 91,664 km².

### Rodovias
O principal acesso à Suinana é a estrada vicinal que liga o distrito à cidade de Altair.

## Serviços públicos

### Registro civil
Feito na sede do município, pois o distrito não possui Cartório de Registro Civil das Pessoas Naturais.

### Saneamento
O serviço de abastecimento de água é feito pela Companhia de Saneamento Básico do Estado de São Paulo (SABESP).

### Energia
A responsável pelo abastecimento de energia elétrica é a CPFL Paulista, distribuidora do grupo CPFL Energia.

## Religião

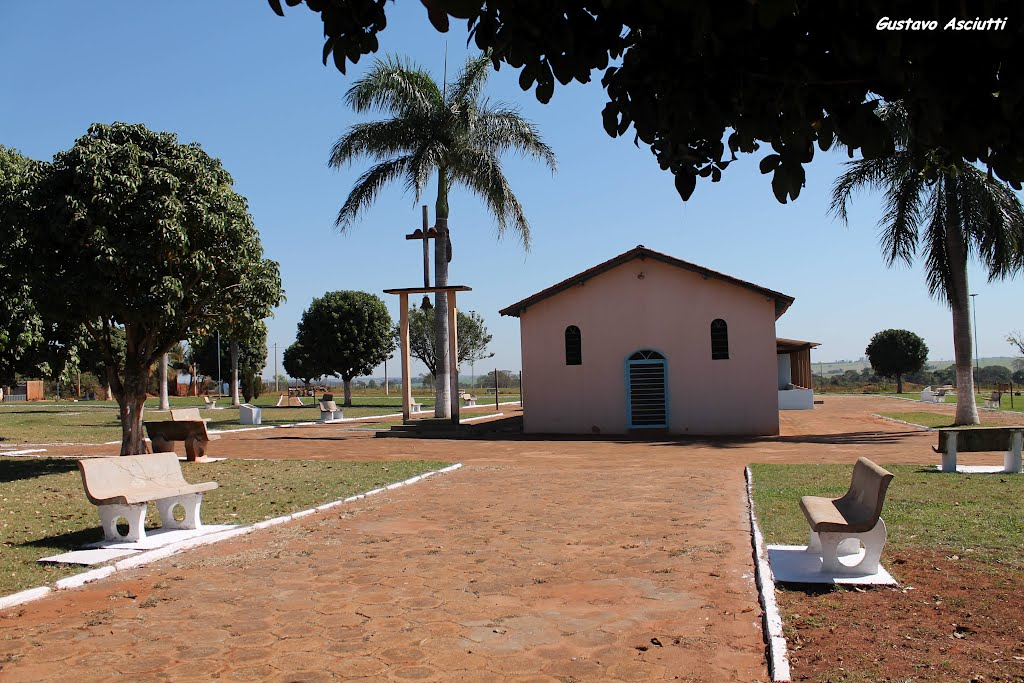
Capela.

O Cristianismo se faz presente no distrito da seguinte forma:

### Igreja Católica
- A igreja faz parte da Diocese de São José do Rio Preto[14].